# The Kinks Are the Village Green Preservation Society
The Kinks Are the Village Green Preservation Society é o sexto álbum de estúdio do grupo inglês de rock The Kinks, lançado em novembro de 1968. Ele foi o último álbum do quarteto original, como o baixista Pete Quaife deixou o grupo no início de 1969. Uma coleção de vinhetas temáticas da cidade inglesa e da vida aldeia, The Kinks Are the Village Green Preservation Society foi montado a partir de canções escritas e gravadas ao longo dos últimos dois anos. O editor Stephen Thomas Erlewine descreveu o Green Village como um álbum conceitual "lamentando o falecimento de antigas tradições inglesas". Embora considerada uma das obras mais influentes e importantes por parte dos Kinks, foi um fracasso comercial em sua época, tendo recebido um disco de ouro no Reino Unido apenas em 2018. Em 2020, o álbum foi classificado no número 384 na lista da revista Rolling Stone dos 500 melhores álbuns de todos os tempos.

## Faixas
1. "The Village Green Preservation Society" - 2:54
2. "Do You Remember Walter?" - 2:28
3. "Picture Book" - 2:36
4. "Johnny Thunder" - 2:32
5. "Last of the Steam Powered Trains" - 4:11
6. "Big Sky" - 2:52
7. "Sitting by the Riverside" - 2:24
8. "Animal Farm" - 3:02
9. "Village Green" - 2:12
10. "Starstruck" - 2:27
11. "Phenomenal Cat" - 2:39
12. "All of My Friends Were There" - 2:26
13. "Wicked Annabella" - 2:44
14. "Monica" - 2:21
15. "People Take Pictures of Each Other" - 2:20

## Posição nas paradas musicais e certificações
| Ano                                   | Parada                      | Melhor posição |
| ------------------------------------- | --------------------------- | -------------- |
| 2018                                  |                             |                |
| Bélgica (Ultratop Flandres)           | 131                         |                |
| Bélgica (Ultratop Valônia)            | 124                         |                |
| Alemanha (Offizielle Deutsche Charts) | 84                          |                |
| Espanha (PROMUSICAE)                  | 50                          |                |
| Reino Unido (OCC)                     | 47                          |                |
| 2019                                  | Bélgica (Ultratop Flandres) | 86             |

| Região                                              | Certificação | Vendas   |
| --------------------------------------------------- | ------------ | -------- |
| Reino Unido (BPI)                                   | Ouro         | 100,000^ |
| ^números de vendas baseados somente na certificação |              |          |